# ルイーズ・ケルアイユ
ルイーズ・ルネ・ケルアイユ（Louise Renée de Penancoët de Kérouaille、 1649年9月5日 - 1734年11月14日）は、チャールズ2世の愛人、ポーツマス公爵夫人。
なお、彼女の所有するポーツマス公爵夫人、オービニュイ公爵夫人は、公爵の妻という意味ではなく、あくまで彼女自身の権利として所有する称号で、正式には女公爵である。

## 生涯

### 生い立ち、ルイ14世の画策
ルイーズは1649年9月、ブルターニュの貧乏貴族の家に生まれた。実家は高貴な家柄ではあったが、結婚の持参金さえ満足に用意できないほどの貧しさだったため、両親はルイーズを宮廷女官になるべくしつけ、ルイ14世の寵姫にするつもりでヴェルサイユ宮殿に連れて行った。しかし、ちょうどその頃ルイ14世は、別の若く美しい侍女ルイーズ・ド・ラヴァリエールに関心を抱いていて目的は果せず、ルイーズはさっさと他の男性に身を任せたらしい。しかしルイ14世はルイーズを、弟フィリップの妃ヘンリエッタの侍女にした。
1670年にルイーズは、フランスからロンドンを訪れたヘンリエッタ一行に密使として同行し、その時チャールズ2世に見初められた。ヘンリエッタが急死した翌年の1671年9月、ルイーズはルイ14世によってチャールズ2世の王妃キャサリン付きの女官としてロンドンの宮廷に送られた。チャールズ2世の宮廷をフランス側に引き込むためである。

### チャールズ2世の寵愛、増長
チャールズの妹ヘンリエッタの侍女だったルイーズは、たちまちチャールズの心を捉え、すぐにホワイトホール宮殿に豪華な続き部屋を与えられた。王の愛人となったルイーズは、1672年の7月29日にチャールズ・レノックス（1672年 - 1723年）を生んだ。チャールズ2世は、ルイーズの上辺だけの慎ましさに、すっかり参ってしまった。1673年の8月に、ルイーズはポーツマス公爵夫人に叙せられた。ルイーズは美しく女らしかったが、貪欲で権勢欲が強かった。最初に公爵夫人の話を持ち出したのもルイーズの方で、すでに王の寵愛を受けて公爵夫人に叙されていたバーバラ・ヴィリアーズをうらやみ、自分も公爵夫人にして欲しいと国王にせっついたのだった。
ルイ14世も、ルイーズがチャールズ2世から大いに寵愛されているのに満足し、褒賞としてルイーズをオービニュイ公爵夫人に叙した。ルイーズは高い称号と地位を与えられたが、イングランドの多くの人々からは嫌われていた。ルイーズはチャールズ2世からふんだんな贈り物や金銭の支給を受け、増長するようになっていった。王妃キャサリンが重病にかかっていた時には、王妃の後継者然とした尊大な態度をとり、プロテスタントの人々をさらにいらだたせた。
さらに彼女は、キューピッドの像を浮き彫りにした自分のメダルに「私は全てを征服した」という言葉をラテン語で彫らせた。ルイーズの不人気はますます高まった。しかしチャールズ2世は、彼女を国外に追い出せという、かねてからの議会の要求をずっと無視していた。
1684年には、ルイーズはホーテンス・マンチーニの甥で、美男のフランス修道会副長フイリップ・ド・ヴァンドームに夢中になった。ヴァンドームは、この容色の衰え始めた中年の公爵夫人からなら簡単に金を巻き上げられると判断した。ルイーズは人々の物笑いの種となった。これにはさすがにチャールズ2世も激怒し、ヴァンドームをイングランドから追放した。
ルイーズはチャールズ2世や後継者のジェームズ2世をカトリック側に引き付けるのに大きな役割を果たした。チャールズ2世没後はフランスに帰国し、ルイ14世の宮廷から下りる年金で生活した。ルイーズの息子チャールズ・レノックスはリッチモンド公爵に叙せられている。